# Koenigmuseum

Hinter der historischen Stadtmauer verbirgt sich das Skulpturenmuseum

Das Koenigmuseum, Eigenschreibweise KOENIGmuseum (bis 2018 Skulpturenmuseum im Hofberg) ist ein Museum für Skulpturen in Landshut. Es beherbergt das Werk und die Sammlungen des Bildhauers Fritz Koenig (1924‒2017), die er 1993 in die Fritz-und-Maria-Koenig-Stiftung eingebracht hatte.

## Geschichte
Nachdem Koenig sein Werk und die Sammlungen 1993 in die Fritz-und-Maria-Koenig-Stiftung eingebracht hatte, sah eine Absprache mit der Stadt Landshut die Errichtung eines Museums vor, das ab 1995 im Auftrag der Stadt Landshut von Peter Gehring und Meike Gerchow nach Planungsvorgaben von Fritz Koenig erbaut wurde.
Das Museum ist ein fensterloser, in den Berg getriebener Bau, verborgen hinter dem Sichtziegelmauerwerk der mittelalterlichen Stadtmauer. Es wurden die Gewölbe einer ehemaligen Mälzerei genutzt.
Die in Sichtbeton ausgeführten Innenräume stehen dazu in Gegensatz. Der Bau umfasst eine Gesamtfläche von 2200 m²; circa 1000 m² stehen für Ausstellungszwecke zur Verfügung.
Nach Ende der dreijährigen Bauzeit wurde das Museum am 20. Juni 1998 mit einer Retrospektive des Schaffens von Fritz Koenig eröffnet. Bis zu seinem Tod am 22. Februar 2017 wurden verschiedene Ausstellungen zu Werk und Sammlungen des Bildhauers und Zeichners gezeigt. Diese Ausstellungen hatte Koenig selbst meist in Zusammenarbeit mit Stefanje Weinmayr, Leiterin des Skulpturenmuseums, kuratiert. Weinmayr wurde nach dem Tod Koenigs am 1. August 2017 dem Leiter der Städtischen Museen Franz Niehoff unterstellt, was zu längeren Auseinandersetzungen um Zuständigkeiten führte. Für Aufsehen sorgte Franz Niehoff dabei auch dadurch, dass er den Uffizien in Florenz, wo bis Oktober 2018 eine Retrospektive zum Werk Fritz Koenigs stattfand, öffentlich „unprofessionelles Verhalten“ vorwarf. 2018 wurde das Skulpturenmuseum im Hofberg in Koenigmuseum umbenannt. Ein Außenstandort mit Objekten aus der Sammlung der Fritz-und-Maria-Koenig-Stiftung befindet sich im Klausurbereich der Zisterzienserinnen-Abtei Seligenthal in Landshut.
Nach einer Reihe gerichtlicher Auseinandersetzungen haben sich die Stadt Landshut und Stefanje Weinmayr im Juli 2020 einvernehmlich auf einen Auflösungsvertrag geeinigt. Die von Niehoff im Herbst 2020 aufgrund der Notwendigkeit einer „umfassenden Revision“ vorgeschlagene Gesamt- oder Teilschließung des Museums wurde verworfen.
Alexandra von Arnim, promovierte Kunsthistorikerin und Kulturmanagerin, leitet seit dem 1. Februar 2021 die Geschicke des Museums.

## Ausstellungen
1998 eröffnete das Skulpturenmuseum mit der Ausstellung „Fritz Koenig. Skulptur und Zeichnung 1942-1997“, eine Werkauswahl aus dem Stiftungsbesitz. In der Folge wurde die Afrika-Kollektion Fritz Koenigs unter dem Titel „Mein Afrika. Die Sammlung Fritz Koenig“ vorgestellt. Es schloss sich mit der Ausstellung „Zeichnungen. Papierschnitte. Kartonreliefs“ ein Querschnitt Koenigs umfangreicher Arbeiten auf Papier an, wobei mit gut 300 Werken ein nur kleiner Teil von mehreren Tausend Exemplaren ausgestellt werden konnte.
Im Jahr 2009 war mit „Aufstellung 2008“ eine von Fritz Koenig eingerichtete Ausstellung seiner Plastiken und Skulpturen zu sehen.
2018 wurde die durch Niehoff und einer lokalen Werbeagentur kuratierte Ausstellung „Koenig²“ gezeigt. In der Heiliggeistkirche zeigt die Ausstellung „Koenig in Heiliggeist“ Großskulpturen von Fritz Koenig in der lichten Hallenkirche der Spätgotik. Die Ausstellungen erhielten durchweg schlechte Kritiken.
Seit Februar 2019 zeigt die Ausstellung „Ganslberg – Zukunftsperspektiven“ von Studenten erstellte Entwürfe und Modelle zur Zukunft des Ganslberges, der Wohn- und Arbeitsstätte vom Fritz Koenig. Im November 2019 wurde im Rahmen eines Runden Tisches zur Zukunft des ehemaligen Ateliersitzes des Bildhauers Fritz Koenig eine Machbarkeitsstudie zum Nutzungskonzept für den Ganslberg beschlossen.

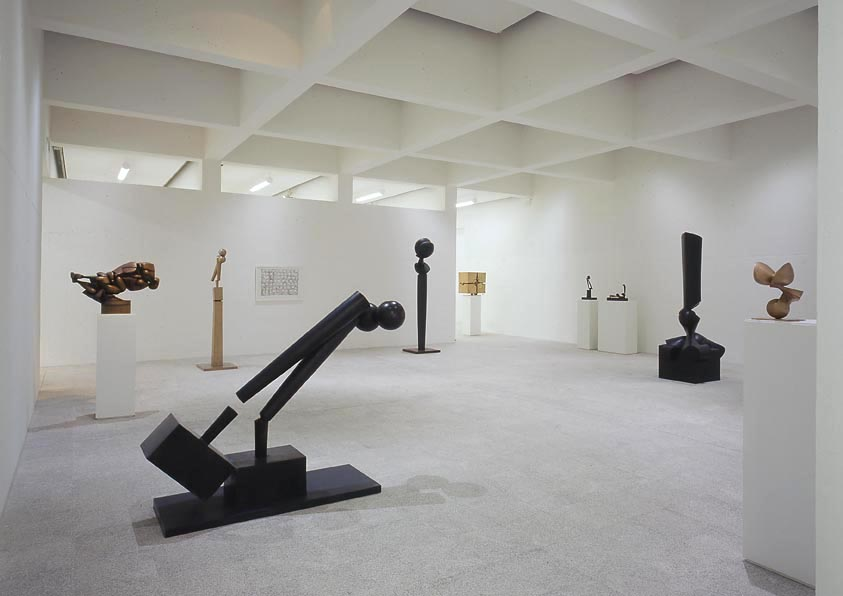
Zentralraum während der Eröffnungsausstellung
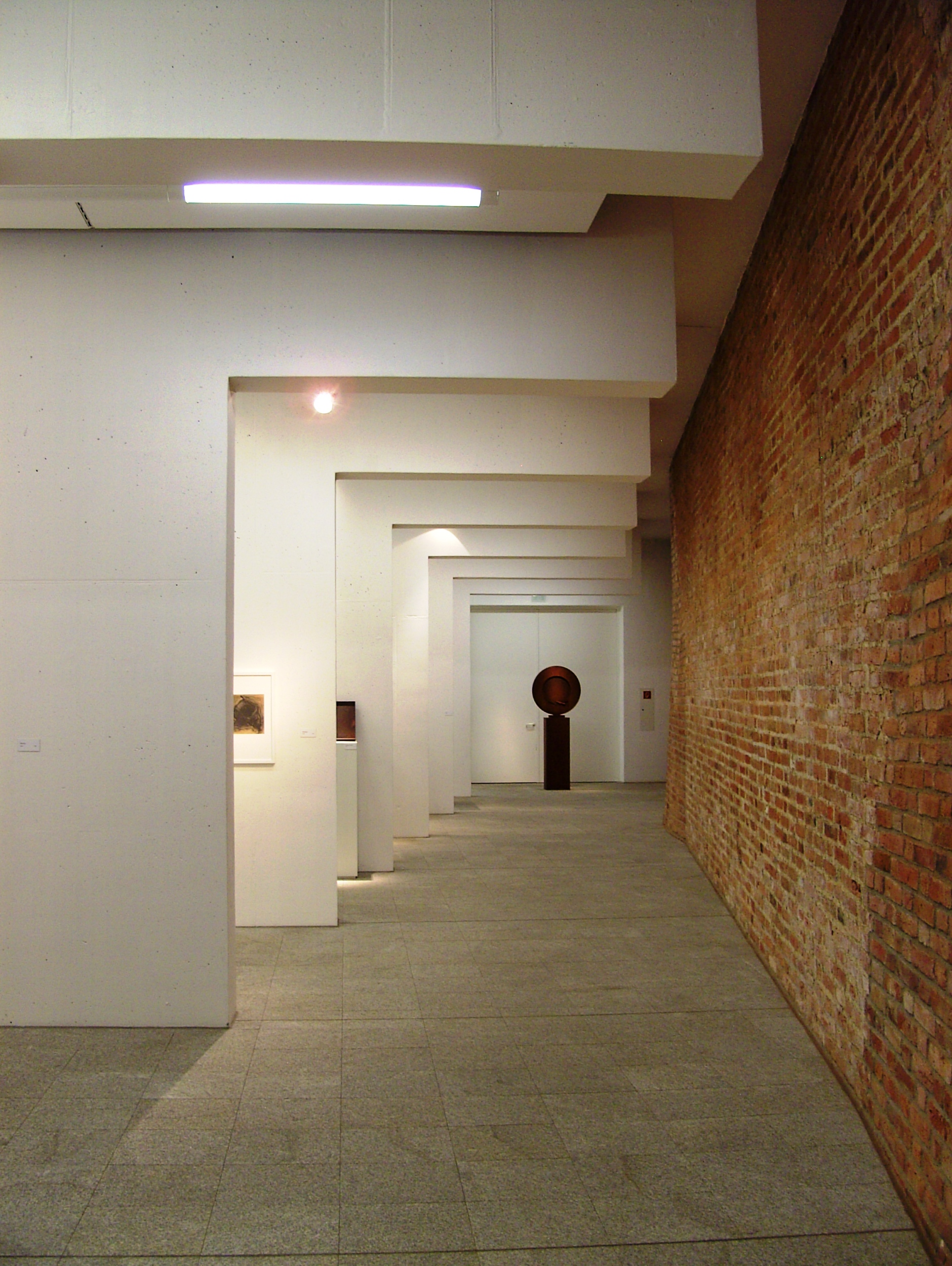
Blick vom Flur
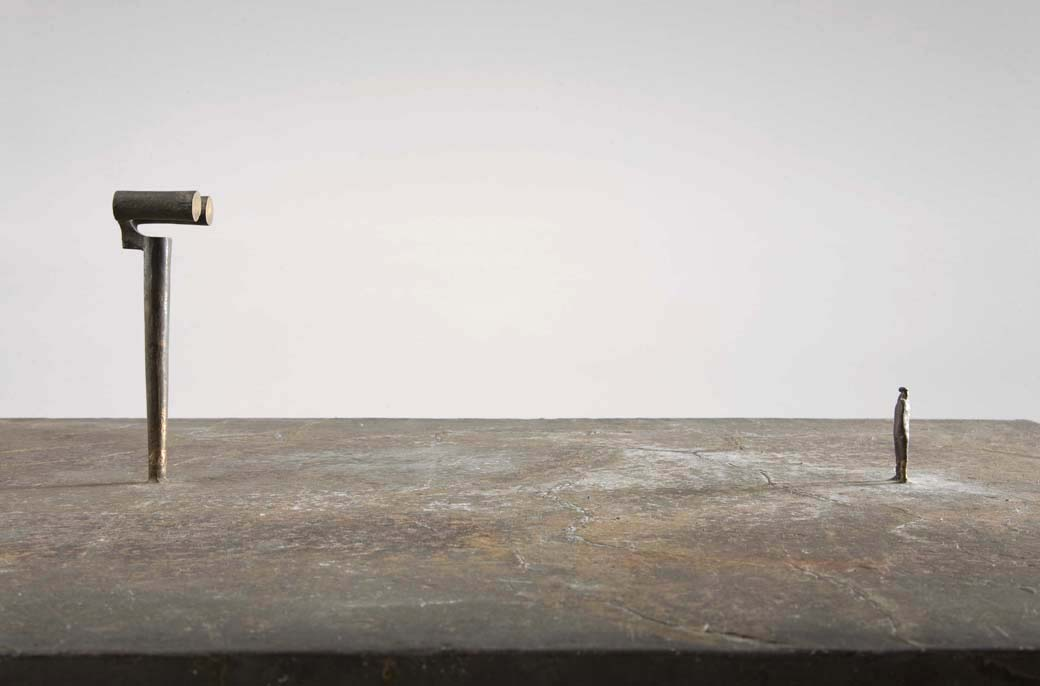
Fritz Koenig, „Der Bildhauer“, 1985/97, Bronze
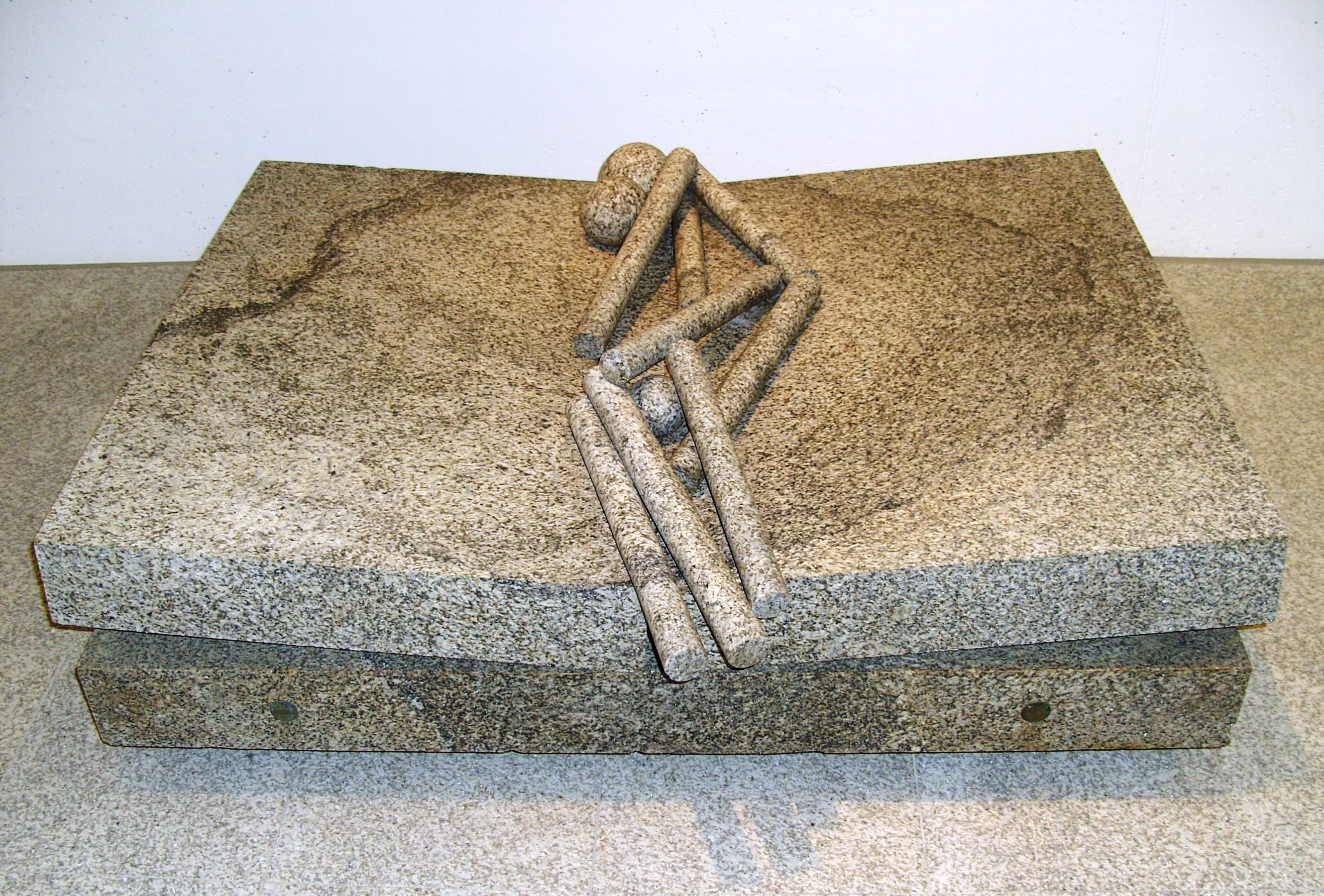
Fritz Koenig, „Epitaph für Zwei“, 1979, Granit
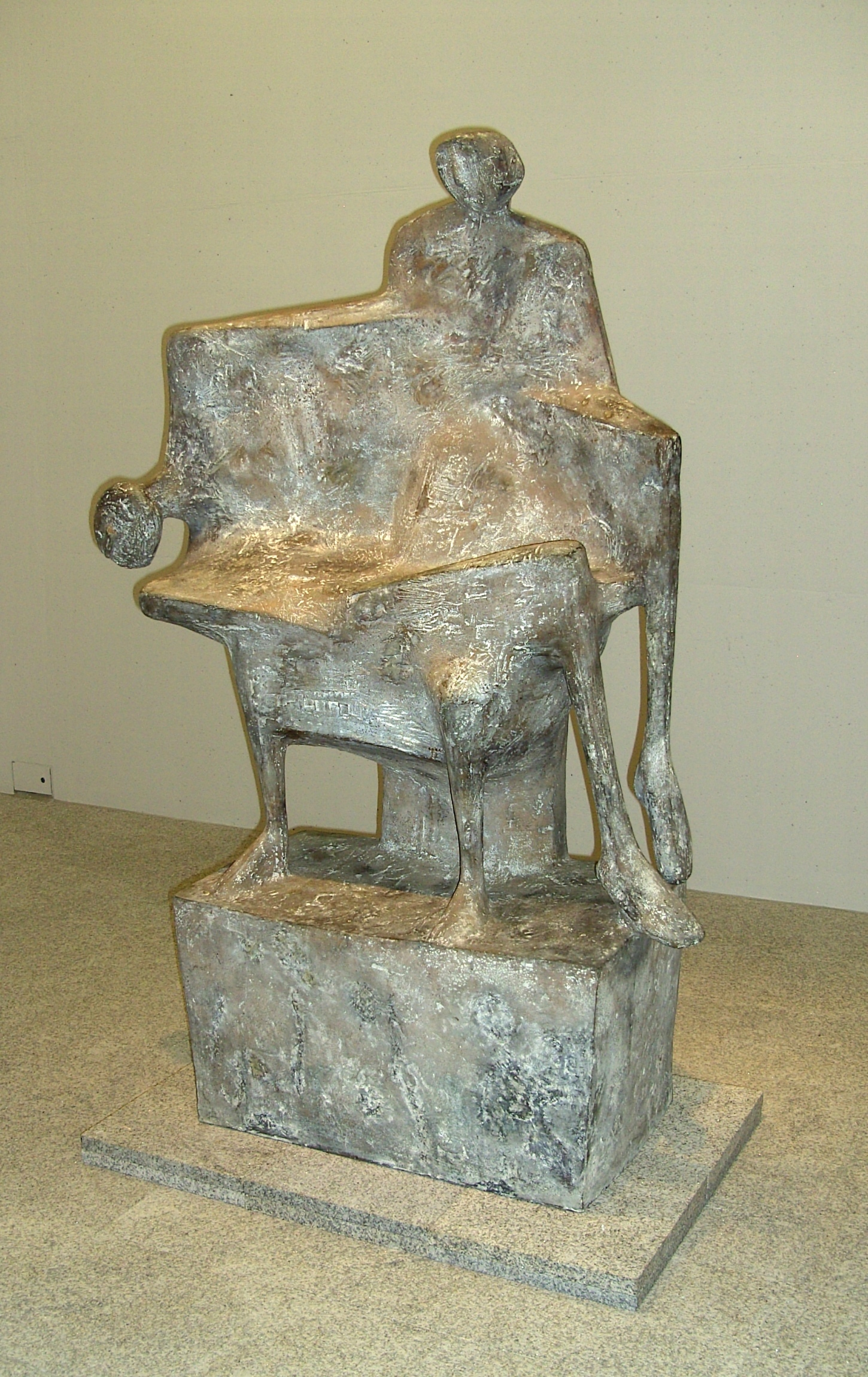
Fritz Koenig, „Pietà“, 1962/63, Bronze
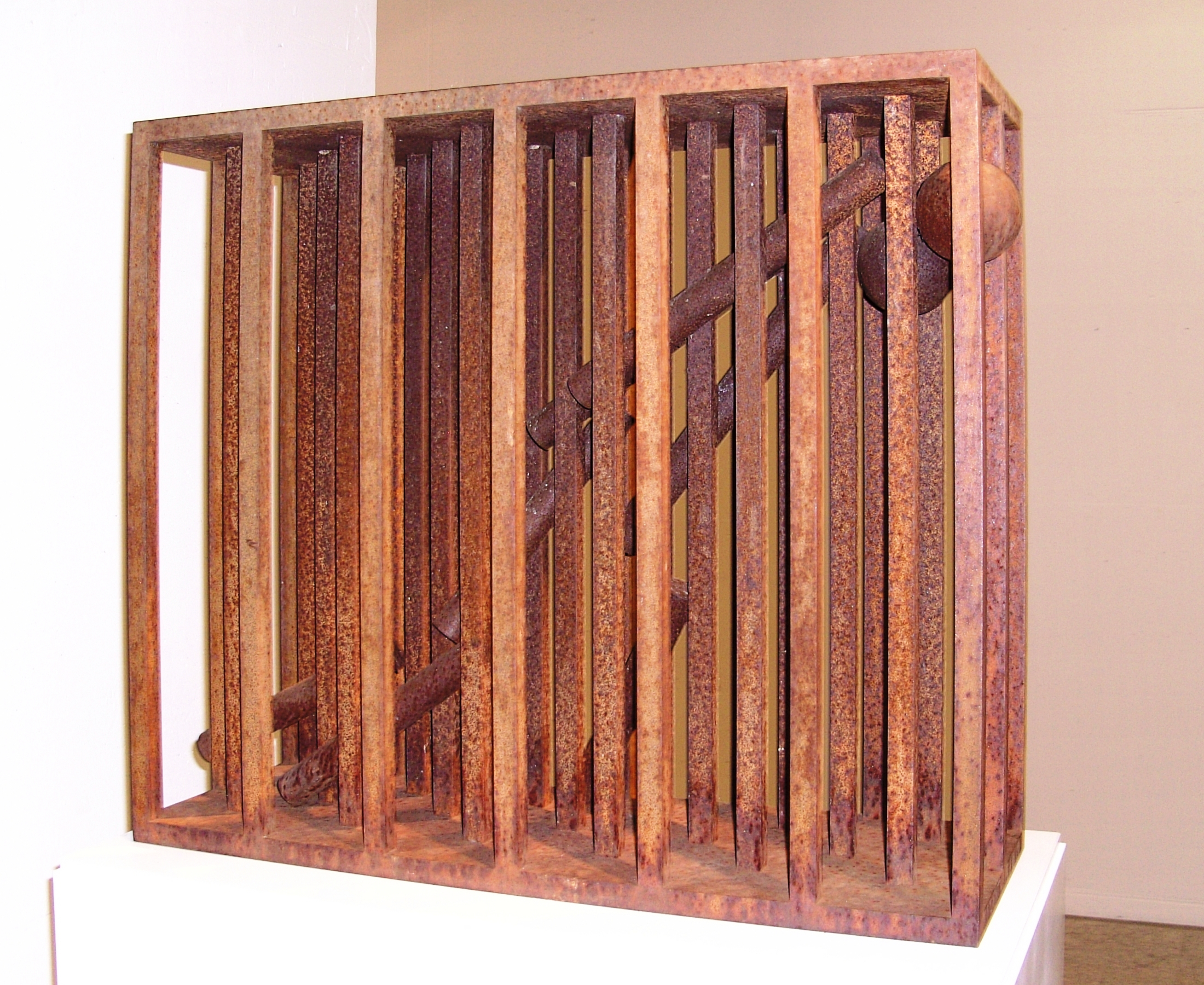
Fritz Koenig, „Vergittertes Paar II“, 1981, Eisen